# Johann Draconites

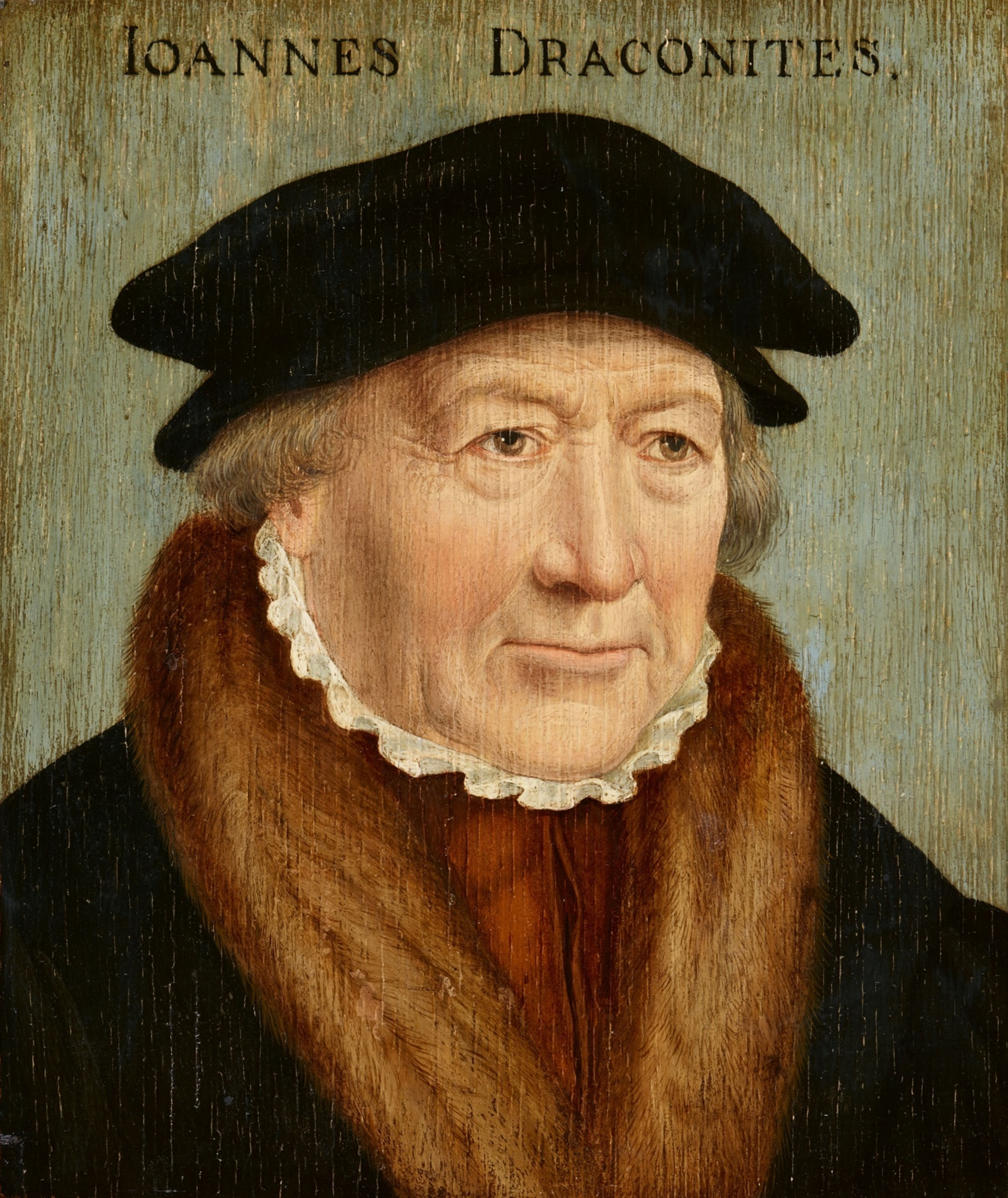
Johann Draconites von Bartholomäus Bruyn d. Ä.

Johann Draconites, eigentlich Drach oder Trach(e), nach seinem Geburtsort auch Johannes Carlstadt genannt (* um 1494 in Karlstadt; † 18. April 1566 in Wittenberg) war ein deutscher Theologe, humanistischer Philosoph und Reformator.

## Leben und Wirken
Johann Draconites wurde anscheinend früh Waise. Er immatrikulierte sich 1509 an der Universität Erfurt und erwarb 1514 den Magistergrad. Unter dem Einfluss von Eobanus Hessus begeisterte er sich für die Ideen Erasmus von Rotterdams, mit dem er ab 1518 im Briefwechsel stand und den er 1520 in den Niederlanden aufsuchte. Im Kreise der Humanisten wurde er mit den Ideen der Reformation Martin Luthers vertraut.
Als Luther sich auf den Reichstag zu Worms begab und vom 6. bis 8. April 1521 in Erfurt Station machte, begleitete Draconites seinen Stiftsbruder am Severi-Stift, Justus Jonas der Ältere, während dieser Luther nach Weimar entgegen zog. Am folgenden Tag wurde Draconites aus dem Chor der Stiftskirche gewiesen. Als die Studenten gegen die Maßnahmen intervenierten, wurde er, was ein Vermittlungsversuch des Rektors sein sollte, wieder im Chor eingesetzt. Jedoch ebbten die Auseinandersetzungen nicht ab. Aufgrund von ständigen Anfeindungen der Altgläubigen kam es zum Erfurter Pfaffenstürmen am 10. Juni 1521. Ende Juni brach in Erfurt die Pest aus, und Draconites verließ die Stadt, zunächst nach Nordhausen und wendete sich dann nach Wittenberg.
Dort studierte er zunächst die hebräische Sprache, heiratete 1522 die Magd des Andreas Bodenstein, im Frühjahr 1522 wurde er Pfarrer in Miltenberg. Von dort aus promovierte er im Juni 1523 an der Universität Wittenberg zum Doktor der Theologie. Wegen lutherischer Lehren prangerte ihn Johannes Cochläus 1522 als Ketzer an. Daraufhin wurde 1523 ein Prozess eingeleitet, Draconites wurde exkommuniziert und musste die Stadt verlassen. Er floh zunächst nach Wertheim und sandte aus Nürnberg und Erfurt Trostbriefe an seine Gemeinde.
1524 wurde er Pfarrer in Waltershausen und nahm 1526 mit Friedrich Myconius an den Visitationen im Amt Tenneberg teil. In Waltershausen konnte er sich nicht recht durchsetzen und zog sich deshalb als Privatmann nach Eisenach zurück.
Als Erhard Schnepf nach Württemberg ging, benannte er Draconites als seinen Nachfolger an der Universität Marburg. Daraufhin wurde er dort Professor der Theologie und Pfarrer. Die 13 Jahre, die er dort verbrachte, waren von reger Tätigkeit erfüllt. Aus dieser Zeit stammen von ihm zahlreiche Gutachten, aber zu seiner wissenschaftlichen Lebensarbeit kam er hier nicht, da er fünfmal in der Woche predigen und fünf Vorlesungen halten musste. Trotzdem veröffentlichte er einige Auslegungen biblischer Bücher und manche Predigt. Der Landgraf Philipp von Hessen ließ ihn an wichtigen Konventen teilnehmen. 1536 nahm er an dem Tag des Schmalkaldischen Bundes in Frankfurt am Main teil und war 1537 Mitunterzeichner der Schmalkaldischen Artikel.
1541 war er am Regensburger Religionsgespräch beteiligt. Dort widmete der überzeugungsfeste Prediger dem Rat der Stadt seine Auslegung des 117. Psalms, in der er den Wunsch aussprach, die Stadt möge der Lehre, so man itzt luth. Nennt, folgen. Auf Verlangen des Kanzlers Granvella musste er die Stadt verlassen. Neben Adam Krafft ist er als die Säule der Wittenberger Theologen in Marburg anzusehen. Er war es auch, der 1546 vor der Universität die Gedenkrede auf Luther hielt. Aber bald geriet er in Gegensatz zu Theobald Thamer, der von dem jungen Landgrafen Wilhelm dem Weisen begünstigt wurde, und nahm daraufhin seinen Abschied. Noch 1544 amtierte er als Rektor der Universität.
Er zog über Nordhausen nach Braunschweig und ging nach Lübeck in der Hoffnung, hier sein lange geplantes Werk über die messianischen Weissagungen erscheinen lassen zu können. Nachdem er in Lübeck sein Hauptwerk, Gottes Verheißungen von Christo, verfasst hatte, folgte er Herbst 1551 einem Ruf als Prediger und Professor der Theologie an die Universität Rostock und wurde 1557 Stadtsuperintendent.
Im Streit der übrigen Geistlichen mit dem Rat der Stadt wegen der Sonntagshochzeiten nahm er eine vermittelnde Stellung ein. Da er auch hinsichtlich der Zulassung zum Abendmahl weniger streng war, wurde er von Tilemann Hesshus scharf angegriffen. Er betonte in diesem Streit die evangelische Freiheit vom Sabbatgesetz, eine fürstliche Kommission gab ihm unrecht und verweigerte ihm die Bestätigung als Stadtsuperintendent.
Daraufhin nahm er 1560 einen Ruf des Herzogs Albrecht I. von Brandenburg-Ansbach zum Präsidenten des Bistums Pomesanien in Marienwerder nach Preußen wahr. Seine wissenschaftlichen Neigungen konnten auch hier bei der Fülle der praktischen Arbeit nicht zufriedengestellt werden. Er erbat sich daher vom Herzog Urlaub, um seine Lebensaufgabe, eine Polyglottenbibel (eine Bibel in hebräischer, chaldäischer, griechischer, lateinischer und deutscher Sprache), in Wittenberg zum Druck zu bringen.
Unter großen Opfern hatte er einen Teil dieser Arbeit zu veröffentlichen vermocht, jedoch erschienen nur einzelne Teile des Werkes. Da er jedoch trotz der Mahnungen des Herzogs bei dieser Arbeit blieb und nicht nach Marienwerder zurückkehrte, brach dieser die Beziehungen zu ihm ab. Trach starb in Wittenberg am 18. April 1566. Der Liebe zur Wissenschaft hatte Draconites sein Amt und sein Vermögen geopfert. Beachtlicher als seine wissenschaftliche Leistung bleibt trotz allem seine praktische Tätigkeit.

## Schriften
Für ein Gesamtverzeichnis siehe das Verzeichnis der im deutschen Sprachbereich erschienenen Drucke des 16. Jahrhunderts.
- Epistel an die Gemeyn zu Miltenberg. 1523
- Bekenntnis des Glaubens und der Lehre. Erfurt 1525 (Digitalisat des Exemplars der Bayerischen Staatsbibliothek)
- Der hundert und siebenzehend Psalm. Frankfurt am Main 1542 (Digitalisat) des Exemplars der Bayerischen Staatsbibliothek
- Epistolae familiares Eobani Hessi. 1543
- Von rechter Lehre. Tübingen 1544 (Digitalisat des Exemplars der Bayerischen Staatsbibliothek)
- Rede auf Luthers Tod vor der Marburger Universität. 1546
- Gottes Verheißungen von Christo Jesu. Lübeck 1549–1551; mindestens 22 Einzelhefte

Digitalisate der Exemplare der Bayerischen Staatsbibliothek
- Kommentare zu Büchern des AT
- Predigten
- Biblia pentapla. 1563–65.